# Simulium falcoe
Simulium falcoe är en tvåvingeart som först beskrevs av Tokuichi Shiraki 1935.  Simulium falcoe ingår i släktet Simulium och familjen knott.
Artens utbredningsområde är Taiwan. Inga underarter finns listade i Catalogue of Life.